# Zyginidia sohrab
Zyginidia sohrab är en insektsart som beskrevs av Aleksey A. Zachvatkin 1947. Zyginidia sohrab ingår i släktet Zyginidia och familjen dvärgstritar. Inga underarter finns listade i Catalogue of Life.